# Charles-Joseph Marie Pitard
Charles-Joseph Marie Pitard, ibland Charles-Joseph Marie Pitard-Briau, född den 30 oktober 1873 i Laval, Mayenne, död den 29 december 1927 i Tours, Indre-et-Loire, var en fransk läkare och botaniker.
1899 doktorerade han i naturvetenskap vid universitetet i Bordeaux och tjänstgjorde senare som professor i Tours. Pitard genomförde botaniska undersökningar på Kanarieöarna (1904–1906), Tunisien (1907–1910 och 1913) och Marocko (1911–1913). Släktet Pitardia liksom växter med epiteten pitardii och pitardiana är uppkallade efter honom.
Auktorsnamnet Pit. kan användas för Charles-Joseph Marie Pitard i samband med ett vetenskapligt namn inom botaniken; se Wikipediaartiklar som länkar till auktorsnamnet.